# 遠征前進基地作戦
遠征前進基地作戦（えんせいぜんしんきちさくせん; 英語: Expeditionary Advanced Based Operations, EABO）は、アメリカ海兵隊が中心となって開発されている軍事コンセプト。敵の接近阻止・領域拒否に対して、その脅威圏内に前進基地を設置し、これを海軍・海兵隊部隊の拠点として制海の支援などにあたるものとされる。

## 構想の成立過程

### SNB・EABOの創案
2001年のアメリカ同時多発テロ事件以降、海兵隊は陸軍とともにアフガニスタン紛争・イラク戦争に部隊を派遣し、陸上での持続的作戦への傾斜を深めていた。2010年、当時のゲーツ国防長官は、このような経緯によって海兵隊が伝統的な水陸両用作戦から離れてきたと指摘し、現代の対艦ミサイルの脅威下で以前のような強襲上陸作戦が実行可能かを見直して、21世紀の海兵隊の在り方を検討するよう指示した。
海兵隊内部でも海軍軍種としてのアイデンティティ喪失が問題視されていたこともあって、「海軍・水陸両用ルーツ」への回帰が志向されるようになった。2010年5月に海軍・海兵隊・沿岸警備隊が公表した海軍作戦コンセプト（2010 NOC）では、同格の競争者などによる接近阻止を克服する必要性に対して「海洋を機動空間として活用」することを強調し、制海と戦力投射の相互関係に言及しつつ、諸兵科・軍種の連携によってこれを達成することを提唱した。そして翌月に公表された海兵隊作戦コンセプト（2010 MOC）では、海軍と海兵隊の連携を強化して、制海のために水陸両用作戦を行う可能性を述べた。
2011年9月、海兵隊は「21世紀の海軍・統合戦闘の文脈におけるチャレンジと機会を評価」することを目的として水陸両用能力ワーキンググループ（ACWG）を設置した。翌2012年4月に公表された報告書では、将来の「海軍の戦いの『原則』」の第一として「単一の海軍戦闘」（single naval battle, SNB）が提言されたが、その一環として、敵のA2/AD圏内に「フットプリントの小さい陸上戦力」を配置することが提案された。これは緊要地形を確保し、前方ミサイル防衛拠点の確保・防衛や遠征飛行場の設営を行うもので、後の海兵隊の作戦コンセプトにつながる構想であった。そして海兵隊の基幹コンセプトとして2014年に公表されたEF21（Expeditionary Force 21）において、初めて「EABOコンセプト」として言及された。

### LOCE・DMOと関連しての開発
2015年3月、海軍・海兵隊・沿岸警備隊の3軍は、2007年の「21世紀のシーパワーのための協調戦略」 (CS21) を改訂し、同名の文書としてあらためて公表した。この改訂に基づいて、同年6月にはワシントンD.C.において海軍・海兵隊の上級指揮官による協議がもたれ、海軍がどのようにして沿岸地域及びその周辺で作戦すべきかを記述する構想の必要性が認識された。この構想は両軍種の合同作業によって策定する必要があることも同時に認識されたことから、同年8月より、海軍戦闘開発コマンド (NWDC) と海兵隊戦闘研究所 (MCWL) が共同で「係争環境における沿海域作戦」（LOCE）コンセプトの作成に着手した。
この検討において、海兵隊のEABOコンセプトは海軍の分散型海上作戦（Distributed Maritime Operation, DMO）コンセプトとともにLOCEコンセプトの下位に位置付けられ、相互補完的な役割を果たすこととされた。2016年9月にネラー海兵隊総司令官が公表した海兵隊作戦コンセプト（2016 MOC）において、LOCEとEABOが正式に盛り込まれ、EABOについては、制海を支援する攻撃行動のためにEABを運用する能力、海上拒否のための前哨（sea-denial outpost）としてのEABを各種火力により防御する能力、EABを後続部隊にとっての一時的・即時的な兵站ネットワークのハブとして活用する能力の強化が課題として提起された。
2017年2月、海軍作戦部長及び海兵隊総司令官はLOCE（機密版）を承認し、同年9月に非機密版であるLOCE白書を発表した。そして2018年6月1日、関係各所への情報提供や、一般からも含めフィードバックを受けることを目的として、海兵隊はEABOハンドブックを発表した。またEABOコンセプト本体も、公開されていないものの、2019年2月に海軍作戦部長と海兵隊総司令官の署名を得て正式となった。

## EABOの様相
EABOとは、一時的に前方の要地を確保し、センサー設置、対艦・対空ミサイル設置、前方航空補給点 (FARP) ・航空基地等を設定するほか、複数の要地を確保することによる前哨態勢の構築、自陣営のシーレーン（SLOC）の防護又は敵SLOCの妨害等の態勢構築を行う作戦とされる。

### 構成部隊
EABOハンドブックでは、敵兵器の攻撃圏（weapon engagement zone, WEZ）内部において持久可能な「インサイド部隊」と、火力と機動力、攻撃・防御の高い能力を持つが、敵の長距離精密兵器の射程の外側で活動せざるを得ない、従来型の大型水上艦等による「アウトサイド部隊」を組み合わせて運用する「二重態勢（dual posture）」構想が示されており、EABOを構成する各部隊は、このインサイド部隊に相当する。
2016 MOCでは、EABを獲得・確立・運用するために海兵空地任務部隊（MAGTF）が任務編成される場合があるとした。また、アメリカ海兵隊では既存の海兵連隊のうち3個を海兵沿岸連隊（MLR）に改編することを計画しているが、これはEABOを実現するために特化された部隊であるとも指摘されている。
なお、EABOでは海軍・海兵隊が中核的な役割を担うものの、他軍種とも協同した作戦となる。例えば2021年3月に伊江島で行われたキャストアウェイ21.1演習では、第3海兵師団の部隊や海軍の駆逐艦のほか、陸軍から特殊部隊、マルチドメインタスクフォース（MDTF）、防空部隊、兵站部隊および兵站支援艦、空軍からも特殊部隊およびC-17輸送機、また宇宙軍の部隊も参加した。

### 作戦段階
EABOの第一段階は、海兵隊が着上陸して地域を確保し、EABを設定することである。EABを迅速に設定する必要から、敵の配備がないか手薄な島嶼が選ばれる。またC-130やC-17といった輸送機の離着陸が可能な滑走路（長さ1,500メートル以上）があることも条件となる。着上陸は敵脅威圏内で行われるため、大型の揚陸艦ではなく、輸送機やヘリコプター、MV-22Bや小型輸送艇などを利用して、迅速かつ分散して行われる。
EABを設定すると、作戦は第二段階へ移行し、ここを拠点としてC4ISR活動や火力投射、兵站活動などを実施する。F-35B戦闘機や各種の無人航空機がEABを拠点として作戦を行うほか、EAB自身も長距離精密火力による火力投射を行う。ただし海兵隊の長距離精密火力の中核となるHIMARSは、元来は対地兵器として開発されたものであったことから、ここから発射するATACMS短距離弾道ミサイルを対艦兵器として改修しての攻撃実験が行われた。また専用の対艦ミサイルの導入も図られており、2021年度では、NSMの地対艦ミサイル仕様を海軍・海兵隊遠征対艦阻止システム（NMESIS）として盛り込んだほか、対艦攻撃型のトマホーク巡航ミサイルの取得も計画されている。
留意すべき点として、EABは敵脅威圏内にあるために経空脅威や特殊部隊などの襲撃を受けるリスクが高いことがある。このため、展開した部隊は短時間で任務を終えて、速やかにEAB内で陣地変換するか、他のEABに移動する必要がある。この陣地変換・移動がEABOの第三段階であり、これらの3つの段階を繰り返していくことになる。

キャストアウェイ21.1演習でのEABOの様相
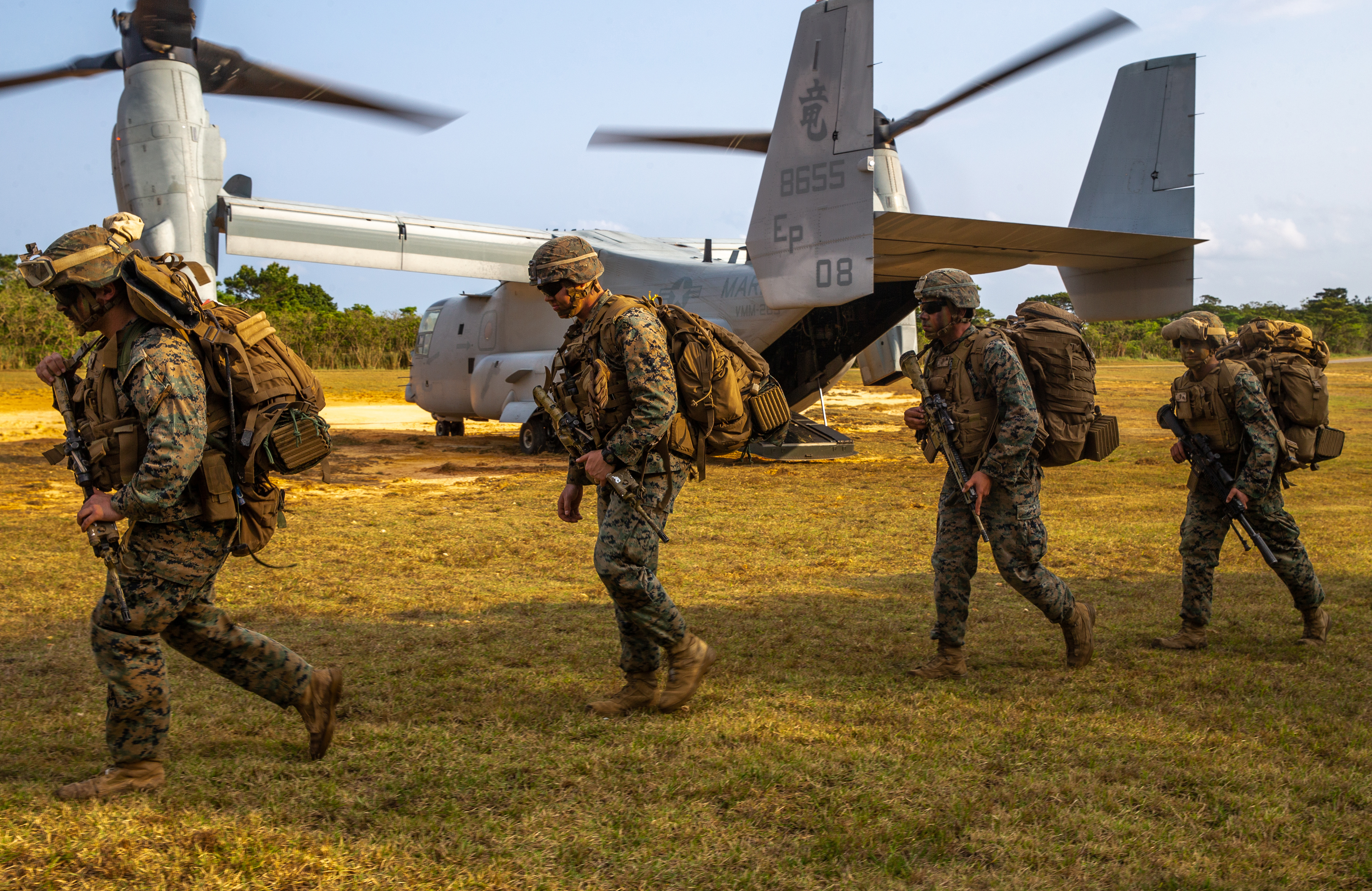
ヘリボーンのためMV-22B輸送機に搭乗する海兵隊員
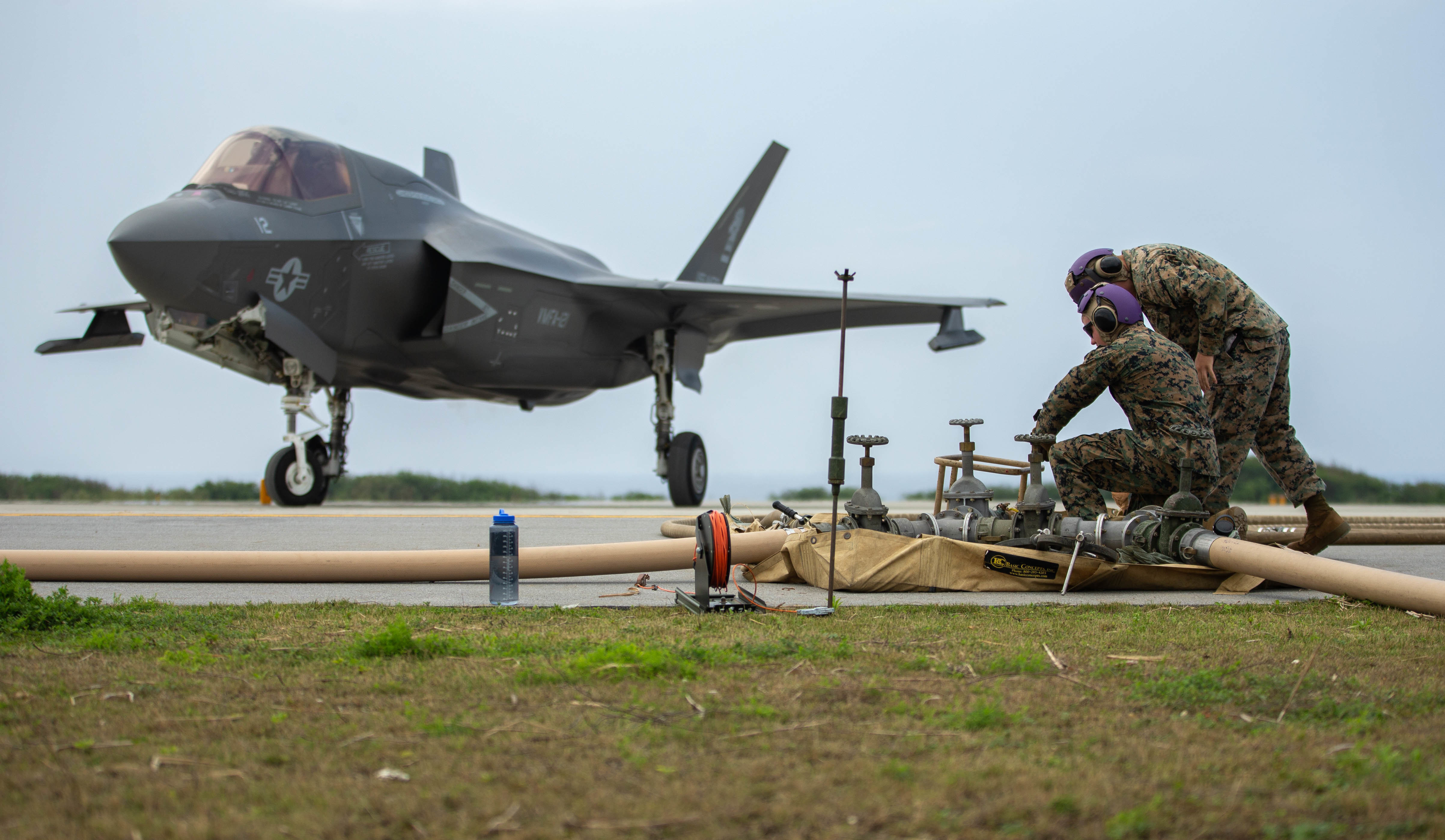
伊江島補助飛行場で給油を受けるF-35B戦闘機
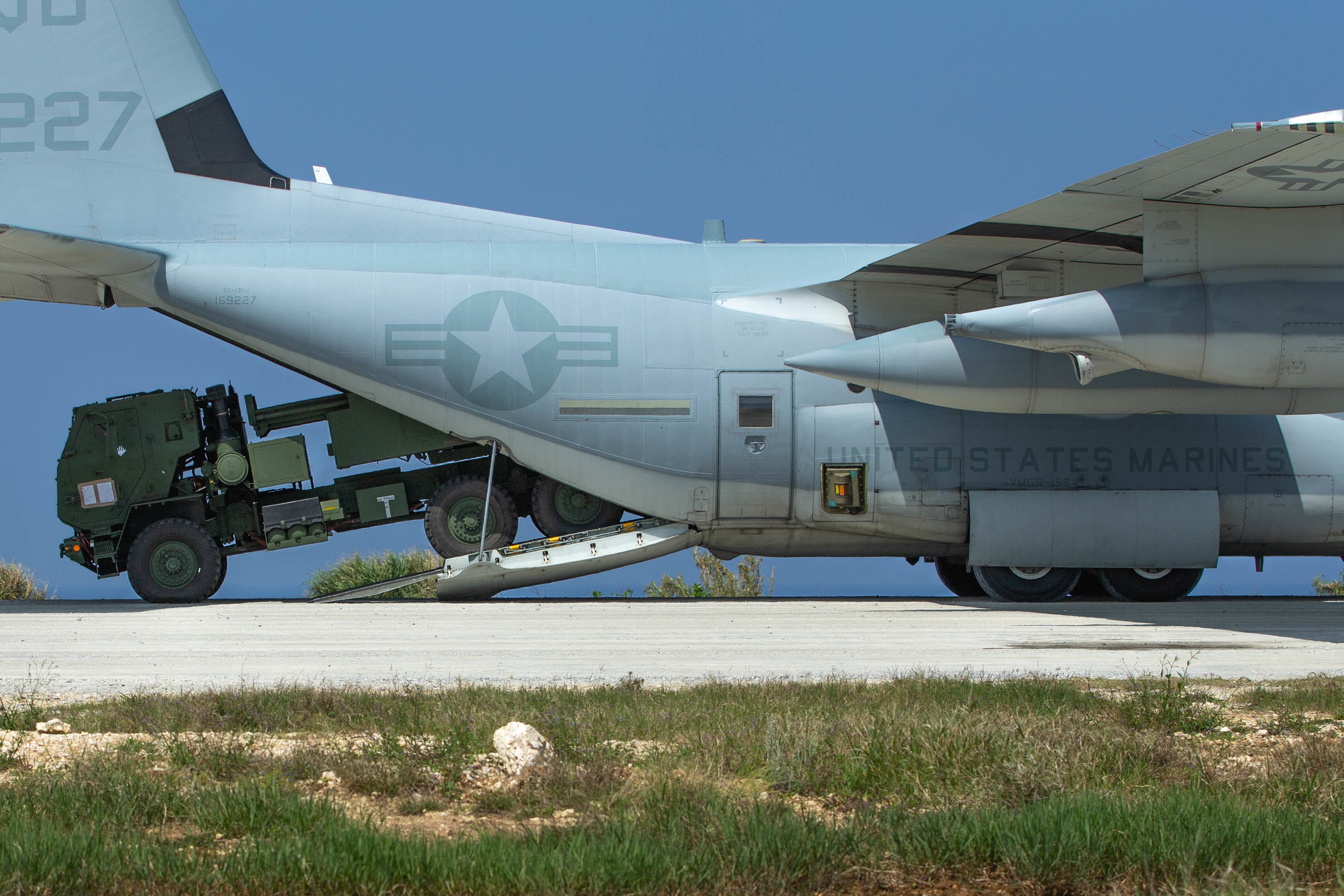
KC-130J輸送機から卸下されるHIMARS

## 兵站の問題点
2020年、当時コロンビア海兵隊との交換任務に就いていた米海兵隊歩兵将校1名、米海軍回転翼航空隊のパイロット1名、パナマに駐留していた米海軍海外地域将校1名の計3名の将校が、ブログサイト「War On The Rocks」に、将来中国との紛争が発生した場合に海兵隊が敵の支配地域の奥深くにいる小規模な部隊に物資を供給する方法について理論化した記事『“Cocaine Logistics” for the Marine Corps』を執筆した。論文の内容は、遠征前進基地作戦構想は大胆だが、兵站上は困難であるの問題を提起した。有人補給船を敵支配地域に派遣するのは危険であり、一方、輸送機には海兵隊員に長期間食料と装備を供給するのに必要な積載能力がないとされている。
論文は、海兵隊が急速に発展しつつある太平洋向けの遠征前進基地作戦構想には利点があるものの、ステルス化の兵站支援がなければ効果がないとして、米軍が「麻薬密輸用潜水艇」を模倣すべきだと、無人補給船の半潜水艇を解決策として提案した。半潜水艇の低速で積載性能は数千トンの物資を運べる水上輸送船には及ばないの限界点を認識しているものの、低コストの無人半潜水艇を大量生産すれば、小規模な部隊や遠征前進基地を支援するのに必要な規模で、紛争海域でのステルス化兵站という重要な機能を提供できると主張している。
論文との関係性ははっきりとしないが、2024年、アメリカ海兵隊が安価な無人半潜水艇の実験を開始した。補給ルートが必ず中国の容赦ない監視下にある太平洋の一部地域では効果を発揮する可能性が期待されている。実際、アメリカ海兵隊のサイモン・ドラン准将は2024年9月4日のディフェンスニュース会議2024(Defense News Conference 2024)で、同年2月に陸軍主導の先進能力に関する合同演習「プロジェクト・コンバージェンス・キャップストーン4」(Project Convergence Capstone 4)の一環として、キャンプ・ペンドルトンで試験を行った新型無人半潜水艦のアイデアは、麻薬密輸に使われている船舶から盗んだものだと語った。会議でドラン将軍は、この無人半潜水艦の目立たない設計により、海兵隊はより多くの人員を危険から守ることができると語り、「部隊が武器交戦地域内に配置されている場合、競争的ロジスティクスと沿岸部での機動能力が重要になる」「そのため、われわれが検討しているのは、リスクに値すると判断されるシステムの取得である。つまり、必ずしも浪費するものではないが、より自律的で、人間が乗っておらず、人員を危険な状況に置かずに、こうした高リスクな任務の一部を遂行できるものを配備したいのことだ」と述べた。
2025年4月23日、太平洋海兵隊施設（MCIPAC）は、第31海兵遠征部隊戦闘兵站大隊が4月9日に沖縄県のキンレッド訓練場で、自律型低姿勢船（Autonomous Low-Profile Vesse, ALPV）を用いて統合軽戦術車両JLTVに貨物を積み替える訓練が行われた。「シースペクター」(Sea Specter)とも呼ばれるALPVは、視覚、レーダー、赤外線に探知され難いステルス性が要求される海域における兵站支援を目的として設計された半潜水型無人水上艦艇。ALPVは麻薬密輸用潜水艇の設計を基に設計されて、全長8.84メートル、全幅1.22メートル、全高1.22メートルの積載室を備え、最大約5トンの貨物を最長2,000海里（約3,200キロメートル）まで輸送可能。海兵隊がALPVに関心を寄せているのは、脅威の状況下、特に敵の航空・ミサイルシステムでカバーされている地域内での兵站ルート維持における有用性に由来する。海兵隊戦闘研究所の代表者はこのシステムを「リスクに見合う価値がある」と評しており、有人プラットフォームではより高いリスクに直面する任務に適していることを意味し、このシステムが兵器交戦地域内での作戦継続の問題に対する一つの回答となると述べた。